# Majagual (ort i Dominikanska republiken)
Majagual är en ort i Dominikanska republiken.   Den ligger i provinsen Monte Plata, i den östra delen av landet, 60 km norr om huvudstaden Santo Domingo. Majagual ligger 226 meter över havet och antalet invånare är 1 430.
Terrängen runt Majagual är platt åt sydost, men åt nordväst är den kuperad. Runt Majagual är det ganska tätbefolkat, med 70 invånare per kvadratkilometer. Närmaste större samhälle är Sabana Grande de Boyá, 11,6 km söder om Majagual. Omgivningarna runt Majagual är en mosaik av jordbruksmark och naturlig växtlighet.